# Torrente Ferraina
Torrente Ferraina este o arie protejată (arie specială de conservare — SAC, sit de importanță comunitară — SCI) din Italia întinsă pe o suprafață de 438 ha, integral pe uscat.

## Localizare
Centrul sitului Torrente Ferraina este situat la coordonatele 38°07′45″N 15°57′11″E / 38.129167°N 15.953056°E.

## Înființare
Situl Torrente Ferraina a fost declarat sit de importanță comunitară în septembrie 1995 pentru a proteja 13 specii de animale. Situl a fost protejat și ca arie specială de conservare în aprilie 2018.

## Biodiversitate
Situată în ecoregiunea mediteraneană, aria protejată conține 6 habitate naturale: Păduri de pin (sub-) mediteraneene cu pini negri endemici, Păduri panonice-balcanice de stejar turcesc - stejar sesil, Lande oro-mediteraneene cu formațiuni endemice de grozamă, Păduri de Abies alba din Apeninii sudici, Păduri aluvionare cu Alnus glutinosa și Fraxinus excelsior (Alno-Padion, Alnion incanae, Salicion albae), Păduri de fag din Apenini cu Abies alba și păduri de fag cu Abies nebrodensis.
La baza desemnării sitului se află mai multe specii protejate:
- păsări (4): acvilă de munte (Aquila chrysaetos), mierla de apă (Cinclus cinclus), muscar-gulerat (Ficedula albicollis), codroșul de pădure (Phoenicurus phoenicurus)
- amfibieni (2): Bombina pachypus, Salamandrina terdigitata
- mamifere (3): liliac cârn (Barbastella barbastellus), lupul (Canis lupus), liliac cu urechi mari (Myotis bechsteinii)
- nevertebrate (4): croitorul mare al stejarului (Cerambyx cerdo), Cordulegaster trinacriae, Osmoderma italicum, Rosalia alpina

Pe lângă speciile protejate, pe teritoriul sitului au mai fost identificate 13 specii de plante, 2 specii de amfibieni, 10 specii de mamifere, 5 specii de nevertebrate, 3 specii de reptile.